# Ornithomya hoffmannae
Ornithomya hoffmannae är en tvåvingeart som först beskrevs av Joseph Charles Bequaert 1954.  Ornithomya hoffmannae ingår i släktet Ornithomya och familjen lusflugor. Inga underarter finns listade i Catalogue of Life.